# Spoorlijn Hillesheim - Gerolstein
De spoorlijn Hillesheim - Gerolstein was een Duitse spoorlijn en als lijn 3004 onder beheer van DB Netze.

## Geschiedenis
Al sinds 1867 wenste Hillesheim een directe spoorverbinding. Pas in 1912 werd vanwege strategische doeleinden de lijn Dümpelfeld - Lissendorf geopend. Om vanuit Remagen in twee richtingen op de lijn Kalscheuren - Ehrang aan te sluiten werd ook een dubbelsporige lijn tussen Hillesheim en Pelm gerealiseerd.
Op 7 maart 1945 werd het Hillesheimer viaduct door Duitse troepen opgeblazen. Daar de brug nooit hersteld is betekende dit het einde van de spoorlijn.

## Aansluitingen
In de volgende plaatsen is of was er een aansluiting op de volgende spoorlijnen:
Hillesheim
DB 3002, spoorlijn tussen Dümpelfeld en Lissendorf
Pelm
DB 2631, spoorlijn tussen Kalscheuren en Ehrang
DB 3005, spoorlijn tussen Andernach en Gerolstein
Gerolstein
DB 2631, spoorlijn tussen Kalscheuren en Ehrang
DB 3005, spoorlijn tussen Andernach en Gerolstein